# Haarfrosch
Der Haarfrosch (Trichobatrachus robustus, Syn.: Astylosternus robustus) ist eine Art der Froschlurche (Anura), die gegenwärtig zur Familie der Langfingerfrösche (Arthroleptidae) gezählt wird, nachdem sie zeitweilig in eine Familie Astylosternidae gestellt worden war. Namengebend sind dicht beieinanderstehende, fädige Hautlappen („Haare“), die die Männchen zur Paarungszeit entwickeln. 

## Merkmale
Der Haarfrosch erreicht eine Körperlänge von durchschnittlich elf Zentimetern, wobei die Männchen deutlich größer als die Weibchen sind. Die Körperfarbe ist olivgrün bis -braun, zwischen den Augen und auf dem Rücken befinden sich schwarze Bänder. Der Frosch hat einen breiten Kopf mit kurzer, abgerundeter Schnauze. Die Nasenlöcher liegen näher an den Augen als an der Schnauzenspitze, die Augen besitzen senkrecht stehende Pupillen. Das auffällige Trommelfell hat etwa den halben Augendurchmesser.
Eine Besonderheit, die der Haarfrosch mit einigen verwandten Arten teilt, ist die Ausbildung von Krallen. Diese bestehen allerdings nicht, wie etwa beim Krallenfrosch (Xenopus laevis), aus hornigen Nägeln. Stattdessen werden sie von den Fröschen aktiv gebildet, indem sie die Knochen der Zehen aus einer eigens dafür angelegten Scheide brechen und diese dann die Haut der Zehen durchdringen. Die dadurch entstehenden sehr scharfen Krallen dienen wahrscheinlich vor allem der Verteidigung gegen potenzielle Angreifer.
Die Tiere zeigen einen ausgeprägten Sexualdimorphismus. Die Männchen besitzen paarige innere Schallblasen sowie drei Reihen von schwarzen Zähnchen an den Vorderfüßen, die wahrscheinlich dem Festhalten am Weibchen bei der Paarung dienen. Auffällig sind vor allem die namengebenden fädigen Hautlappen, die die Männchen zur Paarungszeit an den Flanken und Hinterbeinen ausbilden. Sie stehen dicht beieinander und haben eine Länge von zehn bis fünfzehn Millimetern. Der Zweck dieser stark durchbluteten, drüsigen Ausstülpungen ist bislang noch nicht aufgeklärt – verschiedene Funktionen wie Tast- oder Atmungsorgane (Hautatmung) wären zwar denkbar, erscheinen aber nicht zwingend notwendig. Auch über eine Hilfsfunktion beim Anheften der Eier an Steine in schnell fließenden Gewässern („Laichpinsel“), über eine Tarnfunktion (Nachahmung von Algen) oder eine Balzfunktion dieses sekundären Geschlechtsmerkmales wurde spekuliert. Ein Hintergrund als Geschlechtssignal ist wohl tatsächlich am wahrscheinlichsten – möglicherweise sollen dabei aber auch durch Berührungsreize andere Männchen von Fehlpaarungsversuchen abgehalten werden.

## Verbreitung und Lebensraum
Das Verbreitungsgebiet des Haarfrosches erstreckt sich von den Osomba Hills im südwestlichen Nigeria über Teile des westlichen und südwestlichen Kamerun und  Äquatorialguinea bis zu den Mayombe Hills in der Demokratischen Republik Kongo und Gabun. Für die Republik Kongo und die Exklave Cabinda (Angola) werden Vorkommen angenommen.
Der Frosch lebt terrestrisch im Tiefland-Regenwald im Bereich von schnellfließenden Flüssen sowie in ehemaligen Regenwaldgebieten in Sekundärwald und landwirtschaftlich genutzten Flächen, vor allem in Teeplantagen. Die Kaulquappen leben in tiefen Wasserbereichen sowie in Kolken unter Wasserfällen.

## Lebensweise
Über die Lebensweise des Haarfrosches liegen nur wenige Daten vor. Es wird angenommen, dass er terrestrisch auf dem Waldboden lebt und nur zur Fortpflanzung und Eiablage das Wasser aufsucht. Über Untersuchungen des Mageninhalts konnte festgestellt werden, dass er sich von Schnecken, Tausendfüßern, Webspinnen, Käfern und Heuschrecken ernährt.
Das Weibchen legt seine Laichpakete auf Steine in Flüssen. Aus diesen schlüpfen muskulöse Kaulquappen, die an ihrem Mundfeld mehrere Reihen von Hornzähnen tragen und sich räuberisch ernähren.

## Bedrohung
Der Haarfrosch wird in der Roten Liste der IUCN als nicht gefährdet („Least Concern“) eingestuft. Über die Häufigkeit liegen keine detaillierten Angaben vor, lediglich scheint die Art in der Umgebung von Yaoundé vergleichsweise selten zu sein. Aufgrund des großen Verbreitungsgebietes wird der Haarfrosch jedoch als eine häufige Art angesehen.